# Ceratodon minor
Ceratodon minor är en bladmossart som beskrevs av Coe Finch Austin 1877. Ceratodon minor ingår i släktet brännmossor, och familjen Ditrichaceae. Inga underarter finns listade i Catalogue of Life.